# Zabajelit
Zabajelit je prirodni mineralni oblik litijum karbonata, sa formulom Li2CO3. Otkriven je 1987. godine na jezeru Zabuje na Tibetu, po kome je i dobio ime. Formira bezbojne staklaste monoklinske kristale.
Javlja se kao inkluzije unutar halita u litijumskim evaporitima i kao čvrsta faza u fluidnim inkluzijama u mineralnom spodumenu. Povezani minerali uključuju halit, gajluzit i nortapit na lokalitetu Tibeta.
Pored tibetanskog slanog jezera, prijavljeno je iz Bikite i Kamativija u Zimbabveu, sa Kings planine, okruga Klivlend, Severne Karoline, SAD i Tanko pegmatita, jezera Bernik, Manitobe, Kanada.